# Final Fantasy (jogo eletrônico)
Final Fantasy (ファイナルファンタジー, Fainaru Fantajī) é um jogo eletrônico de RPG criado por Hironobu Sakaguchi, desenvolvido e publicado pela Square no Japão pela primeira vez em 1987. É o primeiro título da série Final Fantasy. Lançado originalmente para o Nintendo Entertainment System, Final Fantasy foi refeito para vários outros consoles e é frequentemente juntado com sua sequência Final Fantasy II em coleções. A história segue quatro jovens chamados de Guerreiros da Luz, com cada um carregando uma das quatro orbes elementais de seu mundo que foram escurecidas por quatro demônios. Eles partem juntos para derrotar as forças do mal, restaurar a luz das orbes e salvar seu mundo.
A Square estava enfrentando uma falência e acreditava que Final Fantasy seria seu último jogo. Entretanto, o título foi um enorme sucesso comercial, recebeu críticas positivas e gerou inúmeras sequências e obras em outras mídias que formaram a franquia Final Fantasy. O jogo original é atualmente considerado um dos RPGs mais influentes e bem sucedidos do Nintendo Entertainment System, tendo um grande papel em popularizar o gênero. Os elogios da crítica se concentraram em seus gráficos, enquanto as críticas foram para o tempo que se passava andando pelo mundo procurando batalhas randômicas a fim de aumentar os pontos de experiência do personagem.

## Jogabilidade
Há quatro modos básicos de jogabilidade: mapa do mundo, mapa da cidade/calabouço, tela de combate e menu principal. No mapa do mundo, o jogador desloca os personagens de um local parar outro - primariamente a pé, mas pode se arrumar um navio, uma canoa e um dirigível. Excluindo chefes, em calabouços e no mapa andando a pé se encontram aleatoriamente monstros, que podem ser combatidos ou se fugir deles.
Para ver  o mundo os jogadores andavam por um mapa externo de três continentes, parando para explorar uma dungeon, castelo, caverna ou descansar em pousadas e comprar em lojas. Sua expedição pelo mundo ficava mais fácil assim que seu grupo tivesse o controle do barco, canoa e finalmente da aeronave. Esta lhe dava acesso total ao mapa sem encontros aleatórios, desde que houvesse terreno adequado para pousá-la, já o barco e canoa eram abertos a ataques surpresas mas você podia começar um minigame de ordenar 15 blocos, segurando o botão A e apertando B várias vezes em mar aberto, a recompensa era um pouco de dinheiro.

### Combate

Imagem ilustrando a tela de batalha da versão de NES de Final Fantasy

O sistema de combate é baseado em menus, com o jogador escolhendo uma opção entre atacar, usar magia quando possível, usar um item ou fugir. O combate é em turnos, e continua até um dos lados ser derrotado. Ao contrário de Ultima e Dragon Quest, que usavam batalhas em primeira pessoa e um contra um, Final Fantasy põe monstros do lado esquerdo e personagens jogáveis do direito, e até nove inimigos na tela. Cada usuário de magia tinha "níveis", podendo comprar magias só quando atingisse um certo nível. Ao lutar os personagens ganhavam pontos de experiência e dinheiro podendo subir ao nível inicial máximo de 50. Alguns inimigos soltavam um tesouro quando derrotados.

### Customização
Ao começar uma partida, o jogador escolhe entre seis classes para seus quatro personagens, cada uma com atributos e habilidades diferentes. Após uma viagem ao Castelo das Provações e uma visita ao rei dos dragões Bahamut, os jogadores podiam graduar seus personagens a classes superiores. Esta mudança de classe foi a primeira do gênero e permitia o uso de magias e itens especiais.
Havia 8 níveis de magia branca e negra para aprender com quatro magias disponíveis em cada. Os magos só aprendiam três magias por nível, obrigando você escolher bem qual queria (visto que as magias são compradas em lojas). Não existia Mana ou MP, as magias eram usadas por unidades. Também não havia etheres ou elixires.  Apenas com o item House ou nas pousadas é que se podia recarregar as magias gastas.
Há diversos tipos de armas, armaduras e itens para melhorar a habilidade combativa dos personagens, cada uma com suas restrições. Itens comprados para recuperação dos personagens incluem poções para restaurar saúde e curar doenças, Tents/Cabins que restauram saúde e Houses que restauram magia.

### Dificuldades
FF não era um jogo fácil, você só podia salvar em pousadas ou com item house, e fazer isso não removia status como envenenado. Os aliados mortos só podiam ser revividos com a magia Life do White Mage, ou visitando uma igreja que na versão americana se tornaram clínicas.
Os inimigos não deixavam itens e algumas das últimas magias do jogo eram absurdamente caras. Havia também os ataques ineficazes: se alguém do seu grupo matasse o inimigo antes do restante atacá-lo, ataques e magias eram desperdiçados. Os monstros mudavam de uma luta simples para uma batalha praticamente impossível, de uma hora para outra. A Square iria diminuir a dificuldade a cada sequência tentando balancear a dificuldade a cada avanço do jogo.

## Enredo
O jogo contava a história dos quatro guerreiros da luz, portadores dos artefatos de cada um dos elementos que eram heróis destinados a salvar o mundo da crescente destruição.
Apesar dos cristais se tornarem o tema central dos primeiros Final Fantasies, esta história envolvia o resgate de quatro orbes (nos remakes, eles se tornaram cristais). O único cristal mencionado na versão em inglês era o olho que a bruxa Matoya havia perdido.
O enredo levava os quatro guerreiros da luz a confrotarem os quatro demônios, responsáveis por encobrirem o mundo em trevas. Estes eram Lich na Caverna da Terra, Marilith (Kary na versão original do NES) no Vulcão Gurgu, Kraken no Templo da Água e Tiamat no alto da torre no Castelo Flutuante.
Mas derrotar estes inimigos apenas revelava uma ameaça maior. Eles coletivamente criaram o demônio Chaos que possui o corpo de Garland, o primeiro chefe do jogo, que é enviado para o passado.
Depois de sua equipe voltar no tempo para enfrentá-lo, você fica sabendo que foi Chaos que mandou os quatro demônios para o futuro criando um cataclísmico e confuso paradoxo.
Quando Chaos é derrotado o mundo se endireita e os heróis voltam para casa.

## Desenvolvimento
Em 1987, a Square uma pequena empresa de jogos japonesa passava por problemas financeiros. Os investimentos da Square foram perdidos após uma série de jogos fracassados, como Death Trap, Cruise Chaser Blassty, Alpha, King´s Knight e o jogo de tiro em plataforma Aliens.
Mas ainda com recursos para uma última tentativa, o diretor de planejamento e de desenvolvimento da Square, Hironobu Sakaguchi recebeu a missão de criar um jogo que salvasse o incerto futuro da Square na indústria.Quando perguntado sobre que tipo de jogo ele gostaria de fazer ele respondeu: "Eu não acho que seria capaz de fazer um bom jogo de ação. Acho que sou melhor em contar histórias."
Inspirando-se em outros jogos eletrônicos de RPG de sucesso na época como Dragon Quest, Legend of Zelda e Ultima, Sakaguchi criou um jogo com um imenso terreno a ser explorado e uma grande história a ser contada.
Convencido que este jogo no Famicom seria sua última cartada ele ironicamente deu-lhe o nome de Final Fantasy (fantasia final).
Lançado para o Famicom em 18 de dezembro de 1987, dois dias antes do jogo Phantasy Star da Sega. Final Fantasy (FF) teve a direção do próprio Sakaguchi, o desenhista de mangá Yoshitaka Amano fez o design de personagens e um reconhecido compositor de músicas para jogos Nobuo Uematsu cuidou da trilha musical.
FF teve um repertório musical vasto para um jogo na sua época com quase 20 faixas diferentes tocando no decorrer do jogo. Algumas reapareceram nas sequências como a música da tela de título,  a fanfarra da vitória no fim de cada batalha e o tema de abertura que se tornou como um hino da franquia.

## Recepção
O primeiro jogo da série tornou-se um dos RPGs mais populares dos anos 80 e um dos títulos mais famosos do Famicom e do Nintendo Entertainment System . A versão do NES vendeu 400 mil cópias e, com todos os remakes, chegou a 1.99 milhões de cópias mundialmente. Também foi incluído em listas de melhores jogos feitas por leitores da revista Famitsu (63o em 100),  e editores da revista Nintendo Power (49o em 200).
Final Fantasy inspirou um capítulo da série Captain N: The Game Master e uma popular webcomic que parodia sua história e usa seus gráficos, 8-Bit Theater. 
O site IGN incluiu o jogo na posição de número 83 no ranking dos "100 melhores RPGs de todos os tempos" (Top 100 RPGs of All Time).

## Remakes

### MSX2
A versão para o computador MSX2, é bem próxima da original do NES, mas com uma paleta maior de cores e mais canais de som, e devido ao uso do disquete, o jogo tinha a desvantagem de ter períodos de carregamento e o direito de salvar apenas um jogo. A dificuldade não foi alterada na versão do MSX2.

### Diferenças em comparação a versão NES
- Lançado em disquete, a versão de MSX2 do jogo teve acesso a quase três vezes mais espaço de armazenamento que a versão do Famicom (720 x 256 KB), mas sofreu uma série de problemas que não estavam presentes na mídia cartucho da Nintendo, incluindo o notável tempo de carregamento.
- Relativamente houve pequenas atualizações no gráfico. Em geral, a versão de MSX2 tinha uma paleta de cores que aparentemente melhorou os personagens. Além das animações da batalha estarem melhores.
- Foram atualizados som e música, já que o MSX2 podia suportar som de 16 bits e o NES apenas suportava apenas 8.
- Uma das vantagens da versão MSX2 era que você não perdia o seu jogo salvo, pois na versão NES num período de 2 anos a bateria do cartucho acabava e você não tinha direito de salvar mais nenhum jogo, fora que a sua partida salva era perdida, coisa que a versão MSX2 por ser num disquete não tinha esse problema, apesar de poder salvar um único jogo.

### WonderSwan Color
O jogo foi refeito para o portátil WonderSwan Color, com gráficos e efeitos sonoros melhores, mais parecidos com os dos jogos do Super NES. Entre as mudanças de jogabilidade, alguns monstros ficaram mais fortes ou fracos, se implantou um método de substituir magias na compra, e um bug do original, em que um ataque programado para um monstro já derrotado ataca o vazio que ele ocupava, foi corrigido para outro monstro ser atacado no lugar. A versão WonderSwan tinha inúmeras vantagens, não tinha o problema de jogos salvos que existia tanto na versão NES como na MSX2. A dificuldade foi alterada, ficando um pouco mais fácil, mas o jogo ainda tinha suas dificuldades, sendo impossível superá-lo com uma equipa composta exclusivamente de Black Mages ou White Mages.
O jogo foi lançado junto com Final Fantasy II para o PlayStation, na compilação Final Fantasy Origins. A versão era similar ao do WonderSwan, mas com resolução maior e melhor qualidade de som. Além disso, há a adição de cenas em computação gráfica similares aos Final Fantasy do PlayStation, uma galeria de arte e um bestiário de inimigos derrotados. Podia-se também escolher entre "Normal" e "Fácil".
Final Fantasy I & II: Dawn of Souls, com os dois jogos no mesmo cartucho, é igual a versão de WonderSwan, com a adição do bestiário bônus do PlayStation, uma dificuldade menor (similar ao modo fácil de Origins, mas pondo mais HP nos monstros para compensar), a habilidade de salvar em qualquer lugar, um novo sistema de magia (implantando os Magic Points vistos em outros jogos da série), e calabouços extras, que incluíam monstros vistos em Final Fantasy III, IV, V e VI e permitiam conseguir itens inéditos.

Tela de batalha da versão para PSP de Final Fantasy.

### Celular
Um jogo para telefone celular foi lançado em três versões no Japão, Final Fantasy i para os aparelhos NTT DoCoMo FOMA 900i, Final Fantasy EZ para aparelhos W2Xi compatíveis com CDMA 1X WIN, e Final Fantasy para aparelhos SoftBank Yahoo! Keitai. Os gráficos são melhores que os do NES, mas não se comparam aos dos outros remakes.

### PlayStation Portable
Para celebrar os 20 anos do lançamento do jogo, foi lançado um remake para PlayStation Portable, com todos os bônus de Origins e Dawn of Souls (inclusive as cenas em CG), gráficos redesenhados, e um novo calabouço, Labyrinth of Time.